# Andrea Barnó
Andrea Barnó, née le 4 janvier 1980 à Estella-Lizarra, est une handballeuse espagnole.
Elle a évolué en équipe d'Espagne avec laquelle elle a été médaillée de bronze du championnat du monde 2011, vice-championne d'Europe 2008 et médaillée de bronze aux Jeux olympiques d'été de 2012 à Londres.

## Parcours
Andrea Barnó fait ses débuts en équipe d'Espagne le 31 mai 2008.

## Palmarès

### Équipe nationale
- Vice-championne d'Europe au Championnat d'Europe de handball féminin 2008 en Macédoine
- Médaillée de bronze au Championnat du monde de handball féminin 2011 au Brésil
- Médaillée de bronze aux Jeux olympiques d'été de 2012 à Londres ( Royaume-Uni)[3]